# Peter Nilsson (författare)
För andra personer med namnet Peter Nilsson (eller Nilson), se förgreningssidan Peter Nilsson

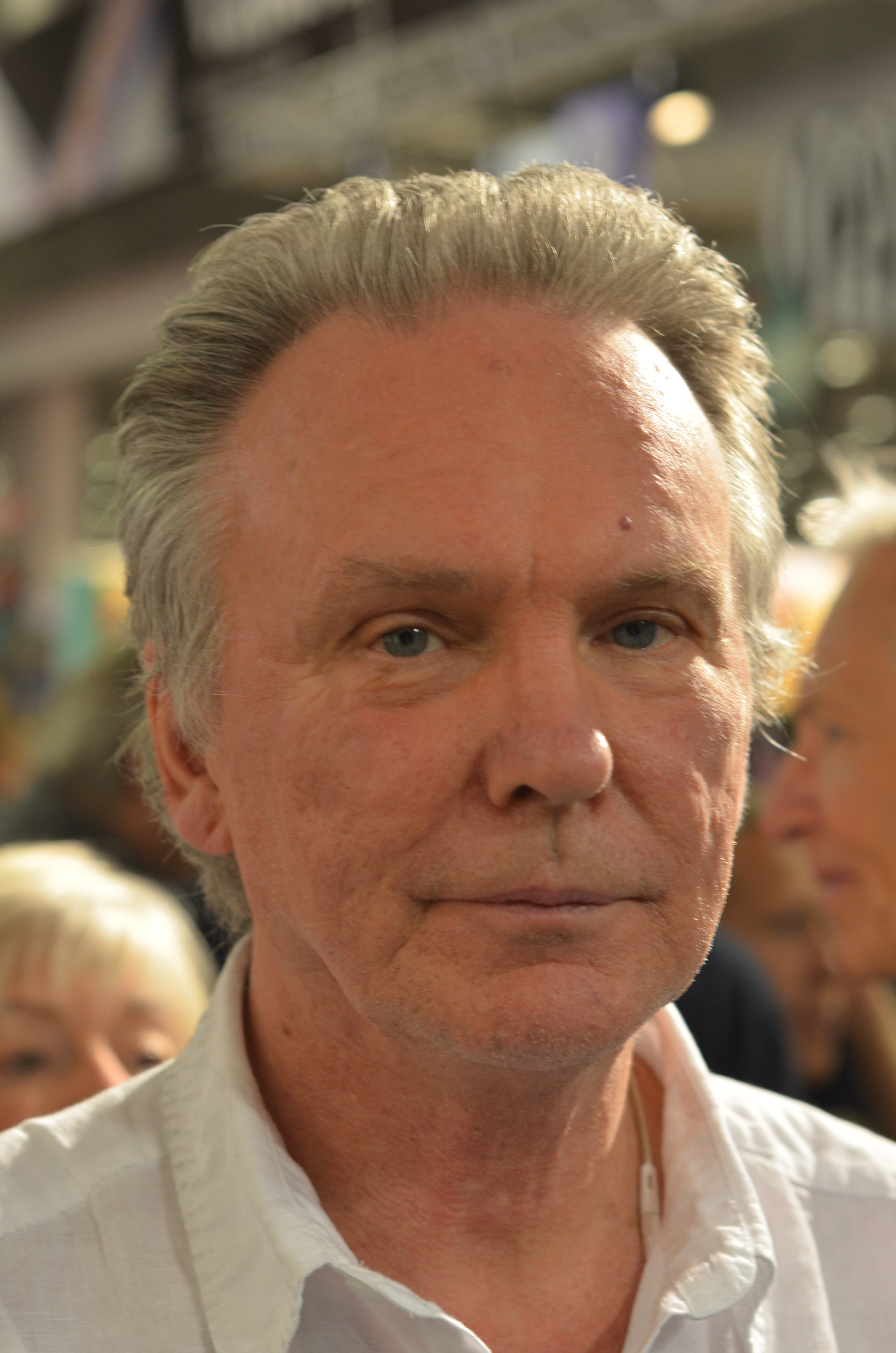
Peter Nilsson.

Jan Peter Nilsson, född 15 mars 1950 i Enskede församling i Stockholm, är en svensk poet, författare och journalist. Han har rötterna i Norrbotten (Kalix, Överkalix, Karlsborg) och Södertälje men bor i dag i Göteborg.
Nilsson skriver dikter, kortprosa och noveller och läser även upp på festivaler, kulturnätter, skolor och bibliotek. Han debuterade i skönlitterär bokform 2008 med diktsamlingen Jotack (Bokförlaget Mormor). 2013 kom novell- och kortprosasamlingen En kittling någonstans långt inne vid levern (Kulofri förlag). Han är även publicerad i antologier och tidskrifter, exempelvis Provins och Korpgluggen.
Peter Nilsson arbetade mellan 2003 och 2019 på Författarcentrum Väst som projektledare, informatör och utvecklare. Han startade det som än i dag är Sveriges ledande scen för uppläst litteratur, Forum för poesi och prosa, liksom Romska berättelser i väst, På skrivkammaren och andra projekt. Han är i dag regional bevakare i Västra Götaland för Sveriges Författarförbund.
Nilsson är även journalist med inriktning på folkliv, kulturhistoria, samhälle och natur/miljö. Under årens lopp har han medarbetat i tidningar som Dagens Arbete, SIF-Tidningen, Dagens Nyheter,  AB, Impuls och Länstidningen (Södertälje). 
Vid sidan av sitt skrivande sjunger Peter Nilsson i rhythm&bluesbandet Stackars pojkar.